# Адамстаун (Пенсилванија)
Адамстаун (енгл. Adamstown) град је у америчкој савезној држави Пенсилванија.

## Демографија
По попису из 2010. године број становника је 1.789, што је 586 (48,7%) становника више него 2000. године.
| Група             | 2000.         | 2010.         |
| Белци             | 1.185 (98,5%) | 1.633 (91,3%) |
| Афроамериканци    | 1 (0,1%)      | 20 (1,1%)     |
| Азијати           | 3 (0,2%)      | 78 (4,4%)     |
| Хиспаноамериканци | 12 (1,0%)     | 30 (1,7%)     |
| Укупно            | 1.203         | 1.789         |